# 佐々木優子 (クリケット選手)
佐々木 優子（ささき ゆうこ、1982年9月18日 - ）は、埼玉県さいたま市出身の女子クリケット選手。クリケット女子日本代表。オランダでのプレー経験がある。愛称は『ゆうこりん』。血液型はA型。

## 選手情報
- 在籍チーム：Team FLFL
- ポジション：WicketKeeper Batsman
- Bowling style:Right arm slow medium
- Batting style:Right hand bat（Top order batsman）

## 代表歴
- 2002年 - オランダで開催の女子W杯予選に参加。
- 2006年 - パプアニューギニアで開催の女子W杯予選に参加。
- 2007年 - 上海6'sに日本女子代表チームとして参加。
- 2008年 - 上海6'sに日本女子代表チームとして参加。

## チーム歴
- 2001〜2005年 - 東京工科大学クリケットクラブ
- 2005〜2009年 - Team FLFL